# 一氯乙锗烷
一氯乙锗烷是一种无机化合物，化学式为Ge2H5Cl。它可由一碘乙锗烷和氯化银在0 °C反应得到；或由乙锗烷和氯化银在90 °C反应制备：
Ge2H5I + AgCl → Ge2H5Cl + AgI
2 Ge2H6 + 2 AgCl → 2 Ge2H5Cl + 2 Ag + H2
它和四羰基合钴酸钠（Na[Co(CO)4]）在苯中反应，可以得到乙锗烷基四羰基钴。